# Philip Trajetta
Philip Trajetta (en italien Filippo Traetta), né le 8 janvier 1777 à Venise et mort le 9 janvier 1854 à Philadelphie, est un compositeur américano-italien.

## Biographie
Filippo Traetta est né à Venise en Italie, le 8 janvier 1777. Il est le fils du compositeur d'opéra Tommaso Traetta et d'une finlandaise russe, Elizabeth Sund. Le couple s'est rencontré à Saint-Pétersbourg lorsque Tommaso servait à l'invitation de Catherine II de Russie comme professeur de chant et directeur musical de l'opéra. À la mort de son père, Filippo Traetta a environ trois ans. Il fréquente une école jésuite jusqu'à l'âge de 13 ans puis étudie avec les professeurs de musique Fedele Fenaroli et Salvatore Perillo, auprès desquels il apprend le contrepoint, l'art de la fugue et la composition. Il est ensuite envoyé à Naples pour étudier avec le compositeur Niccolò Piccinni.
En 1799, il est impliqué dans une révolution ratée contre le roi Ferdinand IV de Naples. Il est arrêté pour avoir écrit plusieurs hymnes patriotiques et anti-monarchie. Il purge huit mois de prison avant de recevoir un passeport allemand et d'être introduit clandestinement aux États-Unis, en arrivant à bord du Mount Vernon, un navire qui appartenait à la famille Derby de Salem au Massachusetts, le 3 juillet 1800.
Dorénavant connu sous le nom de Philip Trajetta, il s'installe à Boston où, avec deux associés, François Delochaire Mallet de France et Gottlieb Graupner d'Allemagne, ils annoncent dans une publicité dans la Boston Gazette, le 24 novembre 1800, la fondation d'une académie de musique appelée American Conservatorio of Boston. C'est la première institution de ce type aux États-Unis mais elle ne dure que deux ans,. Deux de ses œuvres orchestrales sont jouées à Boston cette année-là, une symphonie et un concerto pour violon. Il y écrit également certaines de ses premières œuvres, dont Washington's Dead March, une œuvre patriotique marquant la mort de George Washington en décembre 1799, qui reste populaire pendant des décennies,. La même année, il s'installe à New York, où il achève The Venetian Maskers, qui peut être décrit comme le premier opéra composé aux États-Unis, bien qu'il n'ait jamais été mis en scène. Au cours des deux décennies suivantes, il partage son temps entre New York et Charleston,.
Il s'installe à New York vers 1809 et, en 1812, fonde le Conservatoire américain de New York. Des publicités pour les concerts du Conservatoire à son domicile de Fulton Street paraissent dans les journaux locaux jusqu'en 1817. Il compose une cantate, Jubilate, Peace, pour célébrer le traité de Gand, signé le 24 décembre 1814, qui conclut la Guerre de 1812. Il dirige sa première à New York le 21 février 1815. 
Dans la première moitié des années 1820, Trajetta s'installe à Philadelphie, qui devient sa résidence permanente. En 1828, il fonde le Conservatoire américain de Philadelphie. Là, il compose deux oratorios, Jerusalem in Affliction et Daughter of Zion, qui ont leurs premières à Philadelphie, respectivement en 1828 et 1829. Une histoire complète de la forme oratorio les décrit comme « sans doute les premiers oratorios composés en Amérique ». Trajetta continue à donner des cours de musique au conservatoire et à diriger des performances musicales jusqu'à sa mort.
Il est mort à Philadelphie le 9 janvier 1854 et est inhumé au cimetière Odd Fellows. 

## Œuvres

### Cantates
- The Christian's Joy: Prophecy
- The Nativity
- The Day of Rest
- Jubilate, Peace

### Opéra
- The Venetian Maskers

### Oratorios[1]
- Jerusalem in Affliction (Philadelphie, 1828 ; Germantown, 1854)
- Daughter of Zion (Philadelphie, 1829 ; Germantown, 1854)

### Autres
- Washington's Dead March
- The Sailor, An Elegy, pour piano et voix (février 1801)[14]
- Lovely Maid the Fields Invite You, piano et voix[15]

## Publications
- 1829 : An Introduction to the Art and Science of Music, Philadelphie
- 1841-1843 : Rudiments of the Art of Singing, Written and Composed for the American Conservatorio', Philadelphie[16]
- 1843 : A Primer of Music, Philadelphie
- 1857 : Traetta's Preludes for the Piano Forte... Introductory to his System of Thorough Bass, Philadelphie